# 1604

## Събития
- Написана е монголската хроника „Алтан Тобчи“
- 20 септември – фламандският крайбрежен град Остенде е превзет от испанските сили след 3-годишна обсада.
- 1 ноември – пиесата Отело от Уилям Шекспир е представена за първи път в двореца Уайтхол в Лондон.
- Тейбъл Алфабетикал, първият едноезичен речник на английския език, организиран по азбучен ред, е издаден в Лондон.
- Построена е църквата на Бачковския манастир върху останките на старата Бакурианова църква, която била построена през 1083 г. от ромеите.

## Родени
- 12 август – Токугава Йемицу, трети шогун от династията Токугава. († 1651)
- 3 ноември – Осман II, 16-и султан на Османската империя. († 1622)
- Йохан Глаубер, алхимик и химик

## Починали
- 13 февруари – Катерина Наварска, кралица на Навара
- 24 юни – Едуард де Вер, 17-и граф на Оксфорд. (р. 1550)
- 10 септември – Уилям Морган, епископ на Ландаф, преводач на Библията от гръцки и иврит на уелски език. (р. 1545)
- неизвестна дата
  - За Денгел, император на Етиопия, член на Соломоновата династия.
  - Томас Норт, английски преводач на Плутарх (р. 1535 г.)